# Isaac Albalag
Isaac Albalag fue un filósofo y traductor judío. Vivió en el siglo XIII, sin que exista constancia del lugar exacto de su nacimiento. Se cree que residió  en el norte de España o el sur de Francia. Fue traductor al hebreo y comentador de la obra en árabe del filósofo persa Al-Ghazali, Maqāṣid al-falāsifah (Intenciones de los filósofos).
De clara tendencia aristotélica en sus trabajos, fue considerado un hereje por los sectores más tradicionalistas de su religión. También estuvo influenciado por la cábala, aunque renegaba de sus posiciones más extremistas.